# Pteraster tesselatus
Pteraster tesselatus är en sjöstjärneart som beskrevs av Ives 1888. Pteraster tesselatus ingår i släktet Pteraster och familjen knubbsjöstjärnor.

## Underarter
Arten delas in i följande underarter:
- P. t. tesselatus
- P. t. arcuatus
- P. t. glomus